# Пам'ятник Тарасові Шевченку (Прилуки)
50°35′43″ пн. ш. 32°23′03″ сх. д. / 50.59528° пн. ш. 32.38417° сх. д.

Пам'ятник Тарасу Шевченку в Прилуках

Пам'ятник Тарасу Шевченку в Прилуках — оригінальний пам'ятник великому українському поетові, митцю і мислителю Тарасу Григоровичу Шевченку, встановлений у місті Прилуках Чернігівської області; одна з окрас міста.

## Загальні дані
Прилуцький пам'ятник Тарасові Шевченку розташований у середмісті в міському сквері на Центральній площі на розі вулиць Київської та Юрія Коптева.
Автори пам'ятника — Народний художник України Володимир Небоженко (м. Дніпропетровськ) і прилуцький скульптор Семен Кантур та архітектор Павло Бережний.

## Опис
Пам'ятник являє собою бронзову скульптуру Тараса Шевченка, який сидить, на невеликій бронзовій же основі, встановлену на широкому прямокутному постаменті з червонистого граніту.
Пам'ятник Тарасові Шевченку в Прилуках є оригінальним за втіленим задумом, адже вважається першим в Україні пам'ятником Тарасу Шевченку саме як художнику. Задля цього автори пам'ятника зобразили молодого Кобзаря з пензлем і палітрою. За основу портретного зображення Шевченка узято його портрет у 33 роки, тобто тоді, коли він перебував у Прилуках. Прилуцький «Шевченко-маляр» став окрасою міста, однією з визначних його пам'яток.

## Прилуцька Шевченкіана
Тарас Шевченко тричі перебував у Прилуках — зокрема, у 1845 році за завданням Археографічної комісії він замальовував історичні та архітектурні пам'ятки на Прилуччині, у тому числі і в Густинському монастирі.

Перший історично пам'ятник Шевченку в місті (тепер на території ЗОШ № 7)

Думка про спорудження пам'ятника Шевченкові виникла у прилучан ще на початку XX століття. Перший пам'ятник, точніше, невелике погруддя, городяни спромоглися поставити на міській площі під час німецької окупації у Другу світову війну на постаменті, який лишився від пам'ятника Леніну. Однак після визволення міста цей пам'ятник зник, але згодом віднайшовся (нині розташований на подвір'ї школи № 7).
У 1960-х роках у Прилуках були встановлені відразу декілька пам'ятників Тарасові Шевченку, але всі вони були у формі погрудь, нерідко малохудожні і з нетривких матеріалів. «Центральним» пам'ятником Кобзарю вважався бетонний бюст Шевченка заввишки 0,92 м на цегляному оштукатуреному постаменті, встановлений у центрі міста в сквері на тодішній вулиці Леніна. Саме його замінили за сучасності, тоді як декілька інших погрудь збереглися дотепер — зокрема, історично перший прилуцький пам'ятник Шевченку та погруддя на Київському шляху (тоді як на Роменському шляху пам'ятник зник).

Дошка на постаменті пам'ятника

З незалежністю України (1991) постало питання про заміну головного прилуцького пам'ятника Шевченкові — у місті, в якому він не раз бував, монумент являв собою непоказне погруддя. Відтак, усередині 2000-х років проблема була конкретизована і вирішена як у художньому, так і фінансовому плані. Новий пам'ятник Шевченкові в Прилуках був відлитий на Дніпровському машинобудівному заводі (м. Дніпропетровськ) і встановлений на кошти Почесного громадянина Прилук, мецената Юрія Коптєва.
Урочисте відкриття пам'ятника Шевченкові в Прилуках відбулося під час святкування Дня міста 22 вересня 2007 року, ставши однією з яскравих подій святкувань. На церемонії виступали автори монумента — скульптори Народний художник України Володимир Небоженко та Семен Кантур, архітектор Павло Бережний, меценат Юрій Коптєв, мер міста Юрій Беркут. Приналежність останнього до СПУ, дала привід політику (тоді від БЮТу) Нардепу Олегу Ляшку закликати присутніх не дозволяти «приватизацію» однією партією цього народного свята. Серед інших численних політичних діячів на відкритті пам'ятника був присутній також лідер ВО «Свобода» Олег Тягнибок.

## Цікаво
Пам'ятник Шевченкові в Прилуках є точною копією пам'ятника Шевченкові в Дніпропетровську, який був відкритий 24 серпня 1992 року (на 2-й День Незалежності України) навпроти Українського музично-драматичного театру імені Т. Г. Шевченка. Автори — скульптор Володимир Небоженко та архітектор Володимир Положий. Різниця в тому, що Шевченко в Дніпропетровську тримає рукопис, а в Прилуках — в одній руці палітру, в іншій — пензля.

## Галерея

Прилуцький пам'ятник Шевченкові
Пам'ятник (ракурс)
Пам'ятник (ракурс)
Пам'ятник з видом на вулицю Незалежності